# Budapesti Torna Club
El Budapesti Torna Club fou un club de futbol hongarès de la ciutat de Budapest.

## Història
Fou el campió de les dues primeres edicions de la lliga hongaresa, el 1901 i 1902. A més fou finalista de copa la temporada 1909-10.
Evolució del nom:
- 1885-1945: Budapesti Torna Club
- 1935: fusió amb Budapest SE

## Palmarès
- Lliga hongaresa: 
  - 1901, 1902